# 那珂川県立自然公園

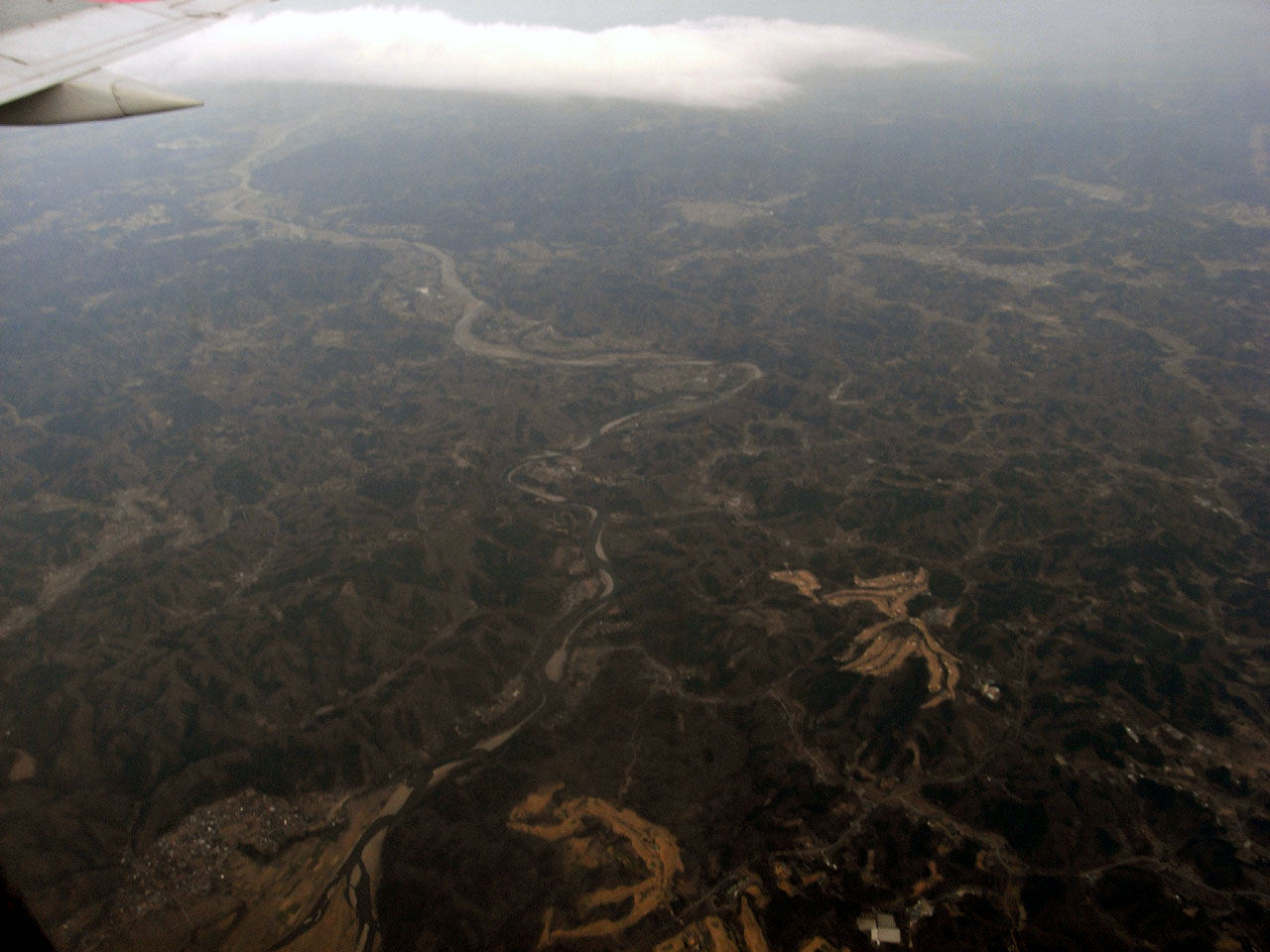
写真下箒川が那珂川に合流し八溝山地鷲子山塊と鶏足山塊の間を東折する那珂川周辺が那珂川県立自然公園。

那珂川県立自然公園（なかがわけんりつしぜんこうえん）は、栃木県那須烏山市と茂木町にまたがる都道府県立自然公園。

## 概要
関東を代表する鮎が釣れる清流・那珂川が栃木県と茨城県の間に連なる八溝山地をまたいで流れる那珂川周辺が栃木県立那珂川自然公園に指定されている。四万十川などと一緒にテレビの番組でも紹介される清流である。

## 見所
- 鎌倉山
- 龍門の滝
- 太平寺

## 関係市町村
- 那須烏山市
- 茂木町